# Victoria Kjær Theilvig
Maria Victoria Kjær Theilvig (Kopenhagen, 13 november 2003) is een Deens model en schoonheidskoningin. Zij won de Miss Universe 2024-verkiezing.

## Biografie
Theilvig werd geboren in Kopenhagen. Ze groeide op in een disfunctioneel gezin dat worstelde met drugsverslaving, en ze is slachtoffer geweest van verkrachting en mishandeling. Ze volgde het Lyngby Handelsgymnasium, waar ze bedrijfskunde en marketing studeerde. Daarna werd ze professioneel danseres en pleitte voor bewustwording van geestelijke gezondheid, dierenrechten en ondernemerschap in de schoonheidsindustrie.
Theilvig begon haar carrière in de schoonheidswedstrijd in 2021, toen ze meedeed aan de Miss Denmark-wedstrijd en het opnam tegen 32 andere deelnemers in Kopenhagen, waar ze uiteindelijk op de derde plaats eindigde. Het jaar daarop werd ze verkozen tot Miss Grand Denmark en vertegenwoordigde ze Denemarken op Miss Grand International 2022 in Indonesië, waar ze als halvefinalist eindigde.
Theilvig vertegenwoordigde Denemarken bij de Miss Universe 2024-verkiezing en nam het op tegen 125 andere kandidaten in de Arena CDMX in Mexico-Stad in Mexico. Ze won de wedstrijd en volgde Sheynnis Palacios uit Nicaragua op.